# Балетска школа Добриле Новков
Балетска школа Добриле Новков La Sylphide је уметничка школа за предшколско и основно играчко образовање у Новом Саду. Налази се у улици Светозара Милетића 47.

## Историја
Балетска школа Добриле Новков La Sylphide је основана 1991. године од када нуди класично балетско образовање младима од четири године на даље, као и вежбе пилатеса. Садржи предшколске групе, класе балетске основне школе које добијају верификована сведочанства, програм припреме за средњу балетску школу и индивидуалне вежбе усавршавања свих узраста. Балетска школа La Sylphide ради по руском методу заснованом на наставном плану Академије Ваганове. До сада ју је похађало више од хиљаду ученика који су извели двадесет и пет представа попут Пепељуге, Петра Пана, Силфида, Бакине приче, Бал кадета, Чиполино, Успавана лепотица, Крцко Орашчић и други. Учествују на разним градским манифестацијама међу којима су Змајеве дечје игре, Златно Звонце и Дечја недеља. Директорка школе Добрила Новков је одржала промоцију своје књиге Све моје виле – Три деценије Балетског студија La Sylphide 1991—2021, у издаваштву Покрајинског секретаријата за културу, јавно информисање и односе са верским заједницама и Градске управе за културу Града Новог Сада, 25. фебруара 2023. у Српском народном позоришту.